# Ранкати, Орацио
Орацио Ранкати (итал. Orazio Rancati, 9 марта 1940, Морбеньо, Ломбардия — 17 октября 2023, Сондрио, Ломбардия) — итальянский футболист, играл на позиции полузащитника. По завершении игровой карьеры — футбольный тренер.
Выступал, в частности, за «Интернационале» и «Парму», а также олимпийскую сборную Италии.

## Клубная карьера
Начал играть в футбол в «Интернационале», за который дебютировал в Серии А 18 октября 1959 года в матче против «Фиорентины» (2:0). Всего в том сезоне принял участие в 11 матчах Серии А, которые так и остались для него единственными в высшем дивизионе. Поскольку в следующем сезоне Орацио сыграл только 3 мая 1961 года в полуфинальном матче на Кубок ярмарок с английским «Бирмингем Сити» (0:1). Всего за «Интер» сыграл 13 матчей (11 в чемпионате и 1 в Еврокубках и 1 в Кубок Италии) и забил 4 гола (все в чемпионате).
В следующем сезоне Ранкати вместе с тремя одноклубниками, Ливио Фонгаро, Марио Да Поццо и Эдди Фирмани, перешёл в «Дженоа» из Серии Б, однако надолго в клубе не задержался и уже в ноябре 1961 года перешёл в «Реджану», выступавшей так же в Серии Б.
Впоследствии играл в составе ряда клубов низших лиг, однако нигде надолго не задерживался.
Привлёк внимание представителей тренерского штаба клуба «Парма», к составу которого присоединился в 1969 году. Отыграл за пармскую команду следующие три сезона своей игровой карьеры. Большую часть времени, проведённого в составе «Пармы», был основным игроком команды. В новом клубе был среди лучших голеадоров, отличаясь забитым голом в среднем по меньшей мере в каждой третьей игре чемпионата.
В течение сезона 1972/73 защищал цвета клуба «Асти» из Серии D, после чего завершил игровую карьеру.

## Выступления за сборную
В 1960 году защищал цвета олимпийской сборной Италии. В составе сборной провёл 2 матча на домашнем футбольном турнире Олимпийских игр против Бразилии и Югославии, в итоге итальянцы заняли четвёртое место.

## Карьера тренера
Начал тренерскую карьеру в 1977 году, возглавив тренерский штаб клуба «Сондрио», с которым проработал 10 лет, а в 1977 году даже недолго был играющим тренером.